# Euclysia gaujoni
Euclysia gaujoni är en fjärilsart som beskrevs av Thierry-mieg 1894. Euclysia gaujoni ingår i släktet Euclysia och familjen mätare. Inga underarter finns listade i Catalogue of Life.